# 冶鸟
冶鸟是中国传说的异鸟，分别记载于《本草纲目》和《搜神记》

## 《本草纲目》
据《本草纲目》记载:古时候,有人因为遭遇了洪水,就没有吃的,所以树皮都吃,后来饿死了,就化作冶鸟。其中住在树的根部的冶鸟称猪都,住在树中间的称人都,而住在树梢上的叫鸟都。在鸟都左肋下有宽二寸一分的镜印。南方人会取冶鸟窠食用,味道像木芝(灵芝的一种）以前以鸟为图腾崇拜相当普遍,鸟也被看作岭南先民之祖, “越地深山中有鸟,如鸠,青色,名曰'冶鸟'。又作“治鸟”。

## 《搜神记》
记载于晋干宝《搜神记》卷十二，冶鸟生活在越地的深山里，大小如同鸠，颜色青色，用大树当巢。

## 参看
中国妖怪列表